# Jacob Le Maire

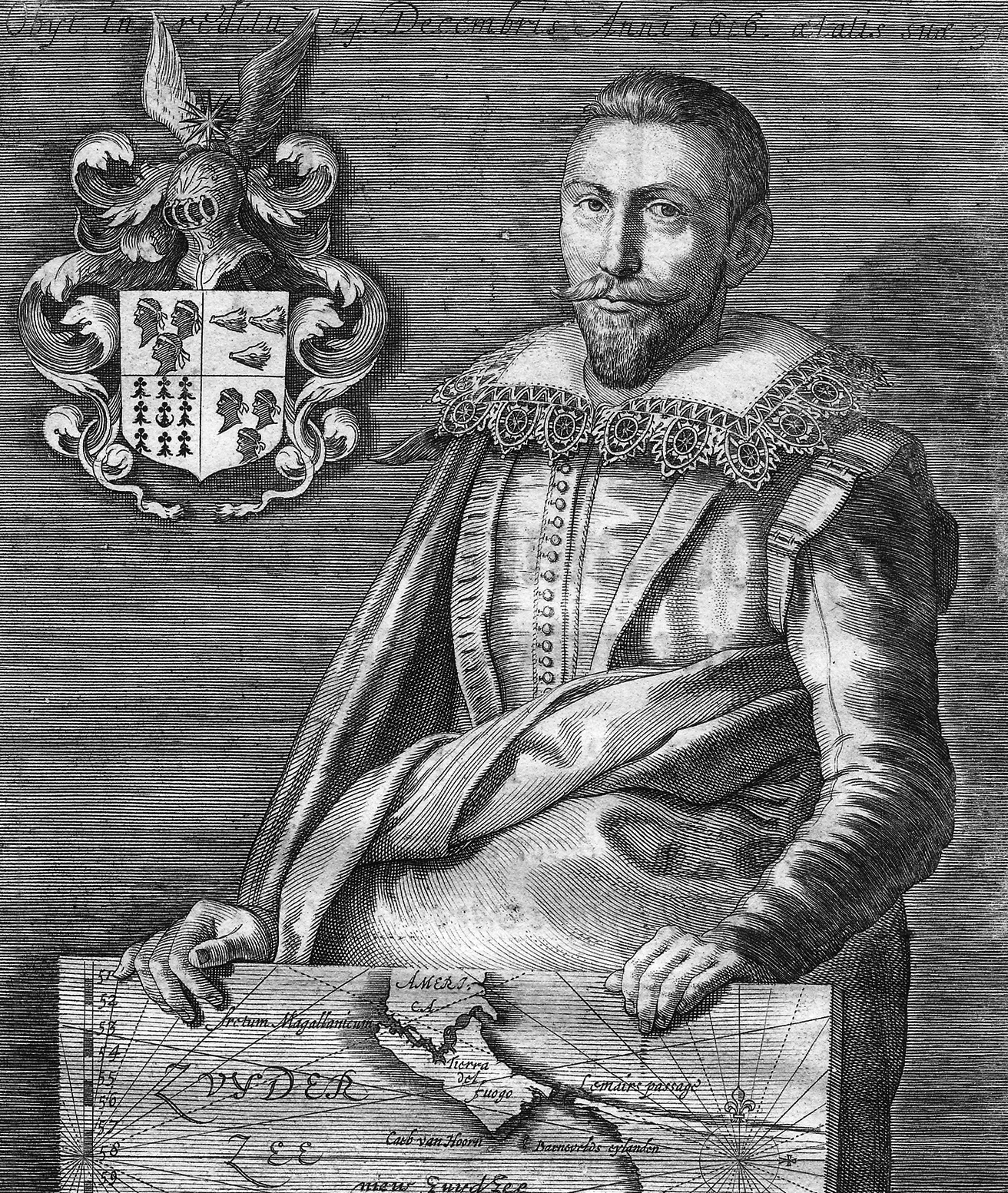
Jacob Le Maire

Jacob Le Maire (1585 - 1616), também escrito LeMaire ou Lemaire, foi um explorador neerlandês. Numa viagem com Willem Schouten, entre 1615 e 1617, abriu uma nova rota no Oceano Pacífico descobrindo o estreito de Le Maire e o Cabo Horn.
Filho do huguenote francês Isaac Le Maire, nasceu em Antuérpia, ou em Egmont, à época parte das Províncias Unidas neerlandesas. Isaac Le Maire era um notável negociante estabelecido na cidade holandesa de Hoorn. Para competir com a Companhia Holandesa das Índias Orientais (Vereenigde Oostindische Compagnie, VOC) criou a Companhia Australiana (Australische of Zuid Compagnie) e organizou uma viagem para explorar o suposto continente austral. Jacob Le Maire, o seu filho mais velho, foi o chefe da expedição, e os dois irmãos Willem e Jan Schouten os capitães das duas embarcações: Eendracht e Hoorn.
Para evitar a exclusividade que tinha a Companhia das Índias Orientais no que respeita às rotas através do estreito de Magalhães e do Cabo da Boa Esperança, Le Maire e Schouten foram mais a sul descobrindo o estreito de Le Maire, entre a Terra do Fogo e a ilha de los Estados, que baptizaram em honra aos Estados Gerais, o Parlamento das Províncias Unidas. Após descobrir o Kaap Hoorn (Cabo Horn), cruzaram o Pacífico seguindo uma rota similar à de Fernão de Magalhães, descobrindo diversas ilhas até chegar a Batávia (Jakarta).
A Companhia das Indias Orientais não acreditou que tivessem descoberto uma nova rota mas mesmo assim prendeu-os por quebrar o monopólio e enviou-os de volta a Amesterdão. Pelo caminho morreu Jacob Le Maire, aos 31 anos.
Durante dois anos, o pai, Isaac Le Maire, lutou contra a Companhia até que finalmente foi reconhecida a nova rota pelo Cabo Horn e devolveram o navio à Companhia Australiana pagando as indemnizações económicas.